# ブライアン・ジョーンズ (ゴルファー)
ブライアン・ジョーンズ（Brian Jones, 1951年9月12日 - ）は、オーストラリア・シドニー出身のプロゴルファー。

## 来歴・人物
豪州の先輩グラハム・マーシュが日本ツアーを戦うようになった1970年代中期、マーシュに遅れること4年ほどでジョーンズも来日したが、当初は出場できる試合も少なく、日豪かけ持ちの苦しい時代が長かった。
来日後は日本のゴルフ場に所属し、1976年秋には日本人女性の幸子夫人と結婚し、授かった一子と共に東京のアパートで暮らしていた。　
幸子夫人の内助によってゴルフを続けたが、1977年のアジアサーキット・インディアンオープンでは林由一（日本）、ピーター・トムソン（オーストラリア）、ミヤ・アエ（ビルマ）を抑えて優勝 。
1977年のKBCオーガスタでは初日29位→2日目26位で迎えた3日目には68をマークして久保四郎・中村通・長谷川勝治・安田春雄と並んでの7位タイに浮上。最終日には大ギャラリーの見守る中で鈴木規夫・矢部昭とデッドヒートを繰り広げ、全ホールの半分に当たる9ホールではバーディー、ボギーを2つずつで遂に首位に立つ。9バーディー、2ボギーと追い上げて5バーディーの矢部と通算10アンダー278で並び、3年連続のサドンデス・プレーオフにもつれ込む。プレーオフでは17番でティーショットを左へOBした矢部を見て気が楽になり、「ただ真ん中へ打とう」と慎重に打ってど真ん中、残り120mから第2打を5mに着け、楽にパーで勝負をつける。国内初勝利となったほか、マーシュに続く豪州勢の大会連覇となった。
初優勝してから生活も安定し、1985年からは6シーズン連続して毎年1勝以上をあげ、ランキングもトップ10に定着し、豪州のプロではなく、日本のツアープロの一人となった。
1985年にはマンデートーナメントから出場した三菱ギャランで湯原信光をプレーオフの末に下し、1979年のフジサンケイクラシック・佐藤正一、日本国土計画サマーズ・三上法夫に次いで3例目の本戦優勝    を挙げた。同年のアコムダブルスでは同じ豪州のマイク・ファーガソンとペアを組み、3日目を65で回り、通算22アンダー194で重信秀人&藤池昇ペアら4組に4打差付けて首位を守った。2日目から首位を続け、最終日には17番終了時点で日本の前田新作&吉川一雄ペア、鈴木弘一&大町昭義ペア、飯合肇&東聡ペア、小林恵一&松本紀彦ペアに追いつかれたが、ファーガソンが最終ホールで5mの難しいバーディパットを沈め、4チームを振り切って優勝 。同じペアで出場した1986年のアコムダブルスでは東&飯合ペアの2位タイに入った。
1987年の三菱ギャランでは最終日の15番で鈴木弘一を逆転して通算5アンダーで2年ぶり2度目の優勝を果たし、1988年の同大会では尾崎直道と通算17アンダーで並び、プレーオフの1ホール目でバーディを奪って逆転で2連覇に成功。
1988年の東海クラシックでは4人の並走でスタートした最終日に8バーディ・1ボギー65のベストスコアをマークし、家族の前で優勝。
1989年には日本オープンとブリヂストンオープンで優勝寸前まで行きながら逆転される苦い経験をし、「もう優勝できないのでは…」と思ったこともあったが、その都度、日本語の「我慢」を自分に言い聞かせた。
ラークカップでは3日目に6バーディー、3ボギーと波はあったものの、2日連続の69で通算8アンダー208とスコアを伸ばし、単独首位に立つ。最終日は時折15m前後の強風が吹き、スタート前に「上位を狙ったあげく、風とケンカをしてスコアを崩す選手が続発するだろうから、まずフェアウェイをキープしてパーセーブ」と作戦を立てると、この読みが的中。前日まで上位にいた選手が次々とショットを曲げて後退する中、クラブ選択のミスから2度ボギーを叩いた以外は直前の巧みなアプローチでのバーディーが物を言ったほか、風の強い豪州仕込みの低い球で悠々とフェアウェイを捕らえて、無理せずパーを守る。ほとんどフェアウェイを外さない堅実なゴルフで2バーディー、2ボギーのパープレーでしぶとく食い下がる須藤聡明を抑えて優勝。
グリーンを外してもアプローチの巧さでパーをセーブし、ロングショットはさほど距離は出せないものの実にいいコントロールで、30歳も半ばを過ぎると、プレーぶりにも安定度と粘りが見られるようになる。
2002年から2005年まではヨーロピアンシニアツアーに参戦し、2002年にはデ・ヴィア・ホテルズ・シニア・クラシックで優勝。

## 日本での成績
- 1977年 - KBCオーガスタ
- 1985年 - 三菱ギャラン、マルマンオープン
- 1986年 - ブリヂストン阿蘇オープン
- 1987年 - 三菱ギャラン
- 1988年 - 三菱ギャラン、東海クラシック
- 1989年 - ABCラークカップ
- 1990年 - 第一不動産カップ、ミズノオープン
- 1993年 - 札幌とうきゅうオープン